# David Martí
David Martí (Barcelona, 1971) és un maquillador i artista d'efectes especials català. El 1991 va crear l'Estudi DDT SFX de Barcelona amb què ha participat en nombroses produccions cinematogràfiques nacionals i internacionals. El 2006 va rebre, al costat de Montse Ribé, l'Oscar al millor maquillatge pel seu treball a El laberinto del fauno.

## Premis i nominacions

### Premis
- 2006. Oscar al millor maquillatge per El laberinto del fauno
- 2006. Goya al millor maquillatge i perruqueria per Fràgils
- 2008. Goya al millor maquillatge i perruqueria per L'orfenat

### Nominacions
- 2012. Premi Gaudí als millors efectes especials/digitals per Mentre dorms
- 2012. Premi Gaudí als millors efectes especials/digitals per Floquet de neu